# قزل‌آلای رنگین‌کمان کاملوپس
قزل‌آلای رنگین‌کمان کاملوپس (نام علمی: Oncorhynchus mykiss kamloops) نام یک زیرگونه از گونه قزل‌آلای رنگین‌کمان است.